# Wysiedlenia Polaków z Kraju Warty

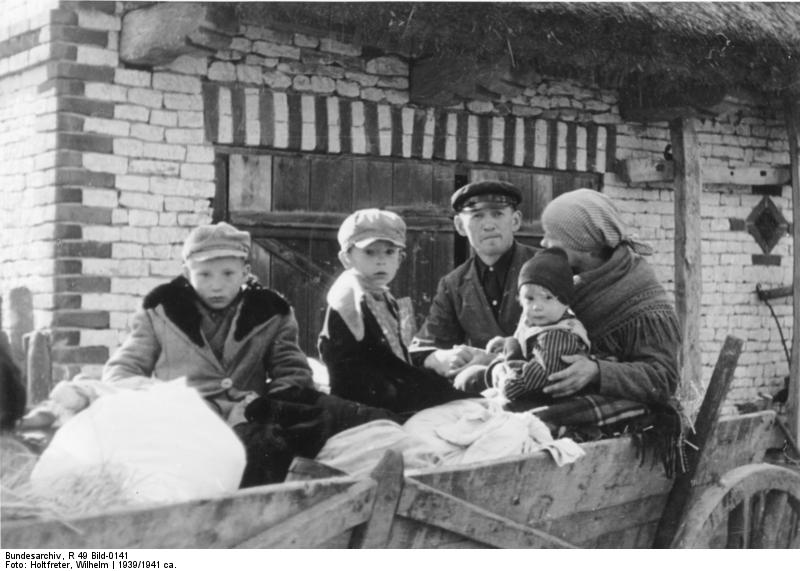
Polska rodzina wysiedlana ze wsi Dąbrowa

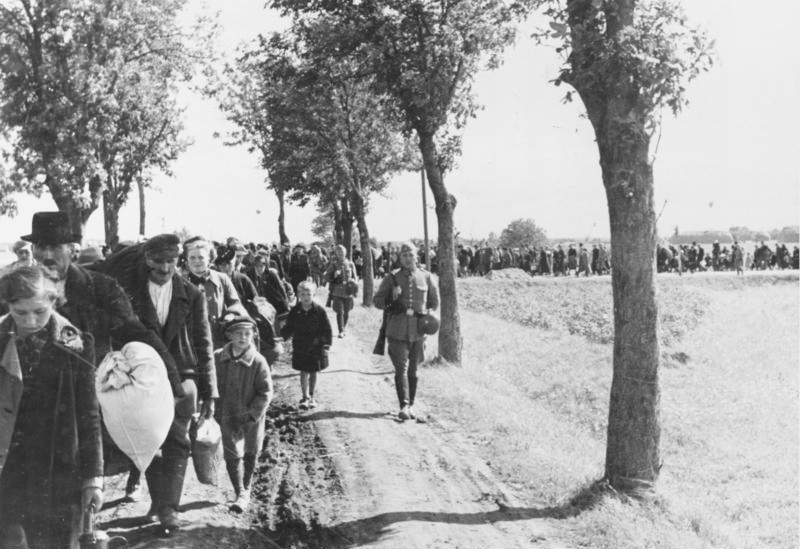
Wysiedlanie Polaków z Kraju Warty w 1939

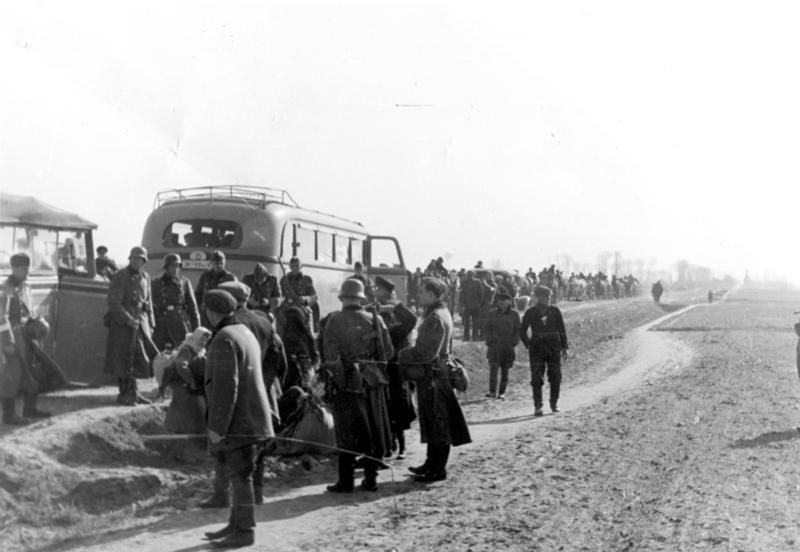
Wysiedlenie Polaków z Wielkopolski – Kraju Warty (1939)

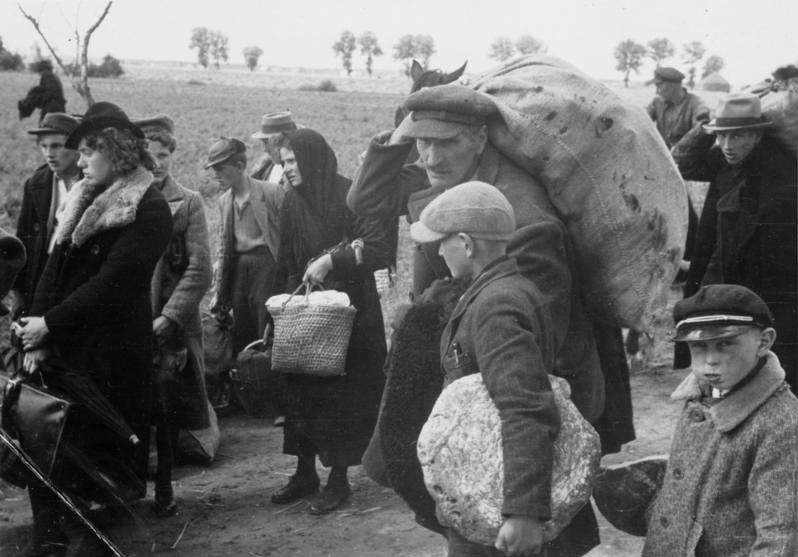
Wysiedlanie polskich rodzin w 1939 z Czerniejewa

Wysiedlenia Polaków z Kraju Warty – wysiedlenia Polaków i Żydów (obywateli polskich) z Kraju Warty, terytorium Rzeczypospolitej Polskiej anektowanego przez III Rzeszę, które były częścią wielkiej akcji przesiedleńczej, tzw. Generalsiedlungsplan, dokonane przez Niemców w latach 1939–1941.

## Przyczyny
„Za 50 lat będzie tu kwitnący kraj niemiecki, gdzie nie będzie ani Polaka, ani Żyda! Taka jest prawda (Oklaski). Jeśli ktoś mnie spyta, gdzie będą, odpowiem: nie wiem. W Palestynie albo na pustyni Sahara, to mi zupełnie obojętne. Ale tu będą mieszkać ludzie niemieccy!” – Robert Ley
Wysiedlenia związane były z niemiecką doktryną polityczną i wojskową III Rzeszy tzw. Lebensraum – „poszerzania przestrzeni życiowej” inspirowaną tradycyjnymi niemieckimi koncepcjami geopolitycznymi znanymi jako Drang nach Osten – parcia na wschód. Sposób realizacji tych celów zawarto w opracowanym przez dra Erharda Wetzela – kierownika Wydziału Polityki Rasowej w Ministerstwie Rzeszy, planie Generalplan Ost przewidującym zyskanie tej przestrzeni na wschodzie. Plan przesiedleńczy (Generalsiedlungsplan) stanowił jeden z najważniejszych punktów zawartych w generalnym planie wschodnim i przewidywał przekształcenie grupy ok. 14 mln ludzi w niewolników w charakterze siły roboczej oraz wysiedlenie na Syberię lub wyniszczenie 51 milionów Słowian (w tym 80–85% Polaków, 50% Czechów i Morawian, 65% Ukraińców i 75% Białorusinów, a także bliżej nieokreśloną liczbę Rosjan i Tatarów Krymskich). Na terenach przeznaczonych pod kolonizację planowano osiedlić w ciągu pierwszych 10 lat realizacji planu 4 mln osadników niemieckich, a w dalszych latach kolejne 6 mln, oraz dodatkowo ludność z innych krajów germańskich. Plan przewidywał docelowo m.in. przesiedlenie 80–85% ludności polskiej na Syberię. „Plan przewiduje wysiedlenie 80–85% Polaków, tzn. (...) miałoby zostać wysiedlonych 16-20,4 miliona Polaków, podczas gdy 3-4,8 miliona Polaków miałoby pozostać na niemieckim terenie osiedleńczym”. Pozostałych Polaków planowano przeznaczyć do niewolniczej pracy w charakterze siły roboczej.
Decyzję o masowych wysiedleniach Polaków z Wielkopolski podjął namiestnik Rzeszy Arthur Greiser, który uznał Polaków za „element niegodny do włączenia w społeczeństwo niemieckie”.

## Wysiedlenia Polaków

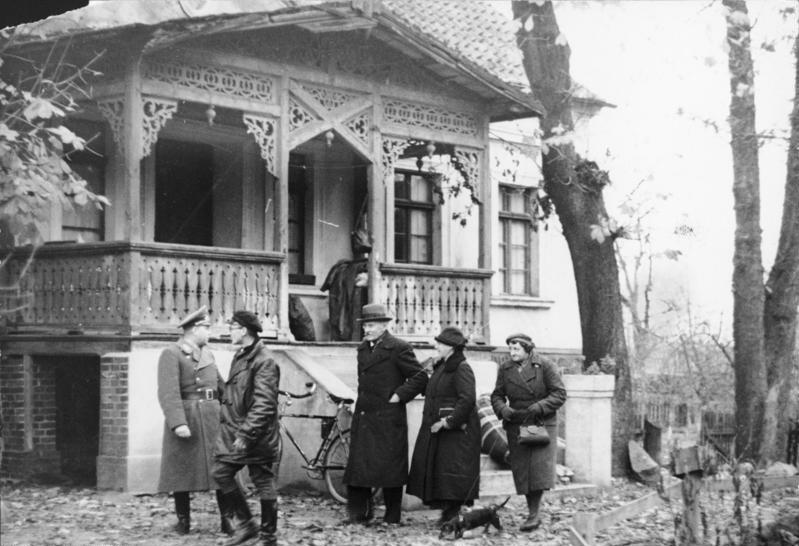
Przesiedleni Niemcy bałtyccy otrzymują w Kraju Warty domy po wysiedlonych Polakach

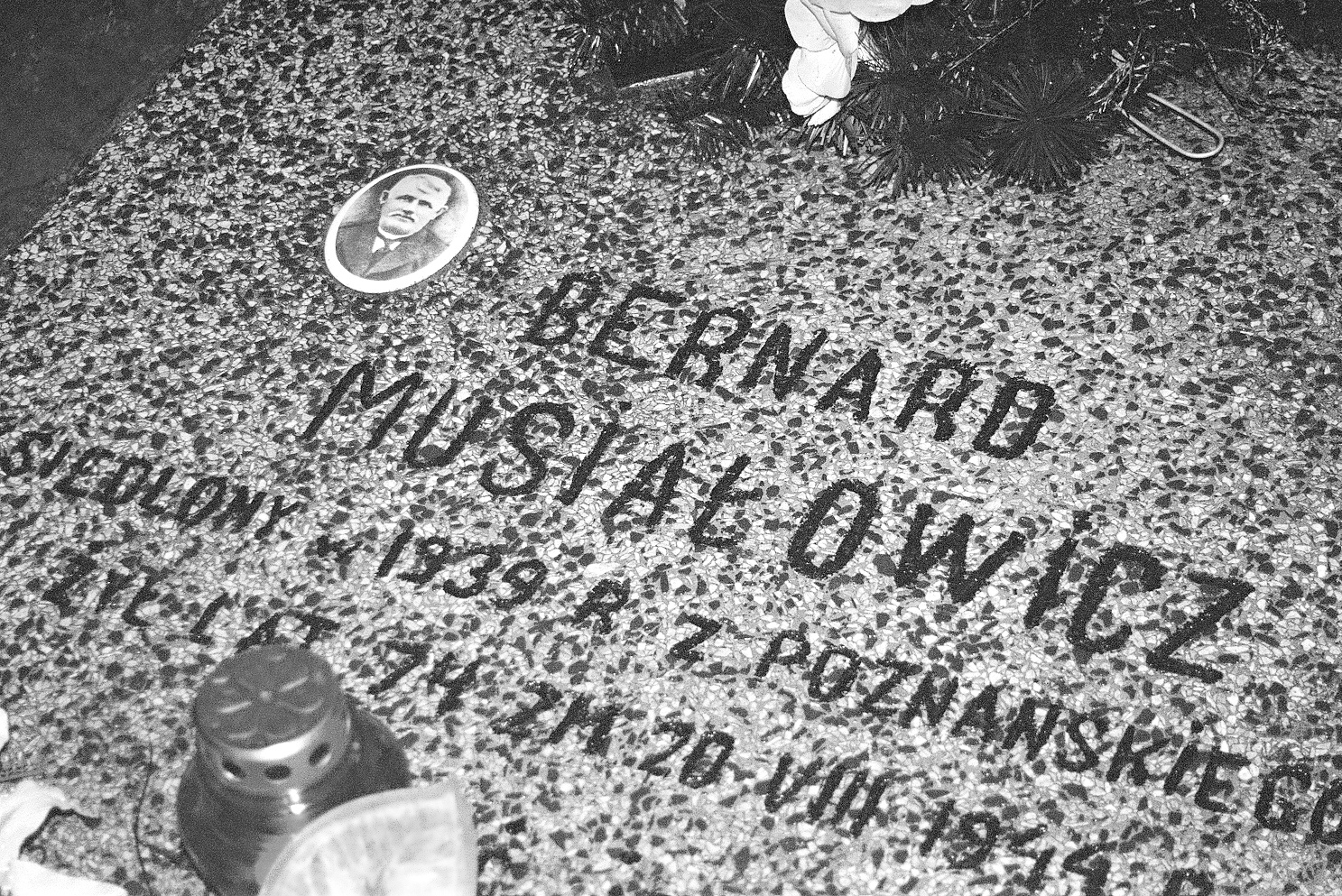
Grób wysiedlonego w 1939 z Brzekińca do GG gospodarza, który zmarł na wygnaniu

W pierwszej kolejności wysiedlano z Kraju Warty do Generalnego Gubernatorstwa Żydów oraz Polaków – ziemian i przedsiębiorców, którym bez rekompensat odbierano majątki. Wysiedlenia te rozpoczęły się już 4 grudnia 1939 roku z okolic Gostynia Do końca 1939 r. wysłano do GG ok. 80 transportów – ogółem 87 883 osób. Do końca 1940 r. wysiedlenia objęły już ponad 250 tys. osób, do połowy marca 1941 ponad 280 tysięcy. Wysiedleńcy byli kierowani do Centrali Przesiedleńczej w Poznaniu (niem. Umwandererzentralstelle in Posen) założonej 11.XI.1939 r., gdzie przewożono ich koleją do obozów przesiedleńczych w Generalnym Gubernatorstwie.
Wysiedlenia przeprowadzano najczęściej w późnych godzinach wieczornych lub wcześnie rano. Wysiedleńcy mieli na spakowanie podstawowych rzeczy około pół godziny. Zezwalano im na zabranie bagażu ręcznego o wadze około 12 kg na osobę (od wiosny 1940 podniesiono ją do 25–30 kg) oraz pieniądze w kwocie 200 zł. Pozostały majątek musieli zostawić przyszłym niemieckim kolonistom.
Wysiedlenia te przeprowadzano także w rejencji kaliskiej i łódzkiej, włączonej w granice Kraju Warty staraniem miejscowych volksdeutschów.

## Zasiedlenie Niemcami
Po zawarciu niemiecko-radzieckiego paktu o nieagresji (Pakt Ribbentrop-Mołotow), w którym ustalono, że kraje bałtyckie (Estonia, Łotwa) i Finlandia staną się strefą wpływów i przyszłym terytorium ZSRR, na jesieni 1939 r. wielu Niemców bałtyckich otrzymało zaproszenie z nazistowskich Niemiec do osiedlenia się w Kraju Warty w ramach akcji przesiedleńczej tzw. Heim ins Reich. Jeszcze w 1939 r. przesiedlono 87 rejsami ponad 60 tys. Niemców z krajów bałtyckich, z których większość trafiła do Kraju Warty.

W 1941 r. nasilono politykę wysiedlania stąd Żydów do dowolnego z blisko 200 gett utworzonych na terenie GG. Z samego Poznania przesiedlono do GG ok. 70 tys. osób. Setki tysięcy ludzi, głównie młodych, czasem jeszcze przed osiągnięciem pełnoletniości, wysiedlono jako robotników przymusowych w głąb Rzeszy. Na miejsce Polaków i Żydów napływały grupy Niemców ze Wschodu, z terenów zajętych przez ZSRR. Dalszymi grupami byli Niemcy z Wołynia – ponad 50 tys., z Galicji – ponad 50 tys., z Podlasia – prawie 10 tys. Zgodnie z porozumieniem z ZSRR, rozpoczęto w 1940 r. politykę „repatriacji” dziesiątek tysięcy Niemców z Besarabii, Bukowiny i innych części Rumunii. Istniały plany sprowadzenia na te tereny Niemców zamieszkujących obie Ameryki.

## Film
- Temat wysiedleń z Wielkopolski podejmuje niemiecko-polski film dokumentalny w reż. Jacka Kubiaka, Klausa Salge, Janusza Zemera pt. „Jasnowłosa prowincja” zrealizowany w 70. rocznicę wybuchu wojny[14]. Jego bohaterami są trzej mężczyźni: Helmut Steinitz, poznański Żyd, ocalały z zagłady, Dieter Bielenstein, Niemiec przesiedlony z Łotwy, który żył w Poznaniu w zagrabionym Polakom mieszkaniu, oraz Henryk Jaszcz, poznaniak, który po wysiedleniu spędził wojnę w Ostrowcu Świętokrzyskim. Film miał premierę zagraniczną na antenie niemiecko-francuskiego kanału Arte. Dziennik „Le Figaro” nazwał go „pasjonującym dokumentem” o przeprowadzanych przez Hitlera i Himmlera „czystkach etnicznych”[15]. Reżyser został nagrodzony Polsko-Niemiecką Nagrodą Dziennikarską w roku 2010.[16]